# Yoann Le Boulanger
Yoann Le Boulanger (Guingamp, 4 november 1975) is een Frans voormalig wielrenner.

## Carrière
Le Boulanger werd beroepswielrenner in 2000. In 2007 kwam hij in de Ronde van Italië als eerste boven op de top van de Agnelpas waarmee hij de Cima Coppi won, een prijs die wordt uitgereikt aan de renner die als eerste de top van het dak van de Giro bereikt. In het eindklassement van de Giro bezette hij een dertigste plek, nadat hij een jaar eerder als 119e was geëindigd.
In 2008 is Le Boulanger voor Française des Jeux gaan rijden om weer in 2009 over te stappen naar Agritubel.

## Palmares
2003
- 1e etappe Tour de la Somme

2006
- Winnaar Tour du Doubs

2007
- bergklassement Ronde van Polen

## Resultaten in voornaamste wedstrijden
| Jaar | Ronde van Italië | Ronde van Frankrijk | Ronde van Spanje |
| ---- | ---------------- | ------------------- | ---------------- |
| 2001 |                  |                     |                  |
| 2005 |                  |                     |                  |
| 2006 | 119e             |                     |                  |
| 2007 | 30e              |                     |                  |
| 2008 | 27e              | 74e                 |                  |

| Jaar | Luik-Bast.‑Luik | Ronde van Lombardije | Parijs-Brussel | Waalse Pijl |
| ---- | --------------- | -------------------- | -------------- | ----------- |
| 2001 |                 |                      | 96e            |             |
| 2005 | 39e             |                      |                |             |
| 2006 |                 | 90e                  |                |             |
| 2007 | 108e            |                      |                | 117e        |
| 2008 | 36e             |                      |                | 81e         |